# Lonicera nummulariifolia
Lonicera nummulariifolia är en kaprifolväxtart. Lonicera nummulariifolia ingår i släktet tryar, och familjen kaprifolväxter.

## Underarter
Arten delas in i följande underarter:
- L. n. glandulifera
- L. n. nummulariifolia
- L. n. occidentalis